# Vilallonga dels Monts
Vilallonga dels Monts (['bilə'ʎuŋgə(ðəlz'muns)], estàndard ['bilə'ʎoŋgə(ðəlz'mons)], en francès Villelongue-dels-Monts) és un poble, cap de la comuna del mateix nom, de 1.706 habitants el 2017, de la comarca del Rosselló, a la Catalunya del Nord, entre els contraforts de l'Albera (pic d'Orella, 1030 m) i la plana al·luvial del Tec, a la capçalera de la riera de Vilallonga, i a 116 m d'alt.

## Etimologia
Es tracta d'un nom romànic descriptiu, de la forma de la població Vila llonga (llarga) dels Monts (al peu de les muntanyes de la Serra de l'Albera).

## Geografia

### Localització i característiques generals del terme

Situació de la comuna de Vilallonga dels Monts en el Rosselló

La comuna de Vilallonga dels Monts, de 115.500 hectàrees d'extensió, està situada a la part central de l'extrem meridional de la comarca del Rosselló, al peu de la Serra de l'Albera; és un terme allargassat de nord a sud des de la Plana del Rosselló, fins a un tros de la riba esquerra del Tec, i estret d'est a oest, atès que abraça la vall de la Ribera de Vilallonga en la part muntanyosa. En el pla de la riba del Tec el travessen altres cursos d'aigua procedents de Montesquiu d'Albera, la llera de l'antic traçat del Tec (fins al 1811) i l'antic rec de molins anomenat Rec de Palau a l'oest i Rec del Molí de Brullà a l'est i nord-est.
El sector meridional del terme de Vilallonga dels Monts és el que fa honor a la segona part del nom del poble: un sector del vessant nord de la Serra de l'Albera, entre el Puig d'Orella, a l'extrem sud-oriental, i el Puig Petit de Sant Cristau al sud-occidental.
Termes municipals limítrofs:
| Banyuls dels Aspres |          | Brullà                                     |
| Montesquiu d'Albera |          | Sant Genís de Fontanes La Roca de l'Albera |
|                     | L'Albera |                                            |

### El poble de Vilallonga dels Monts

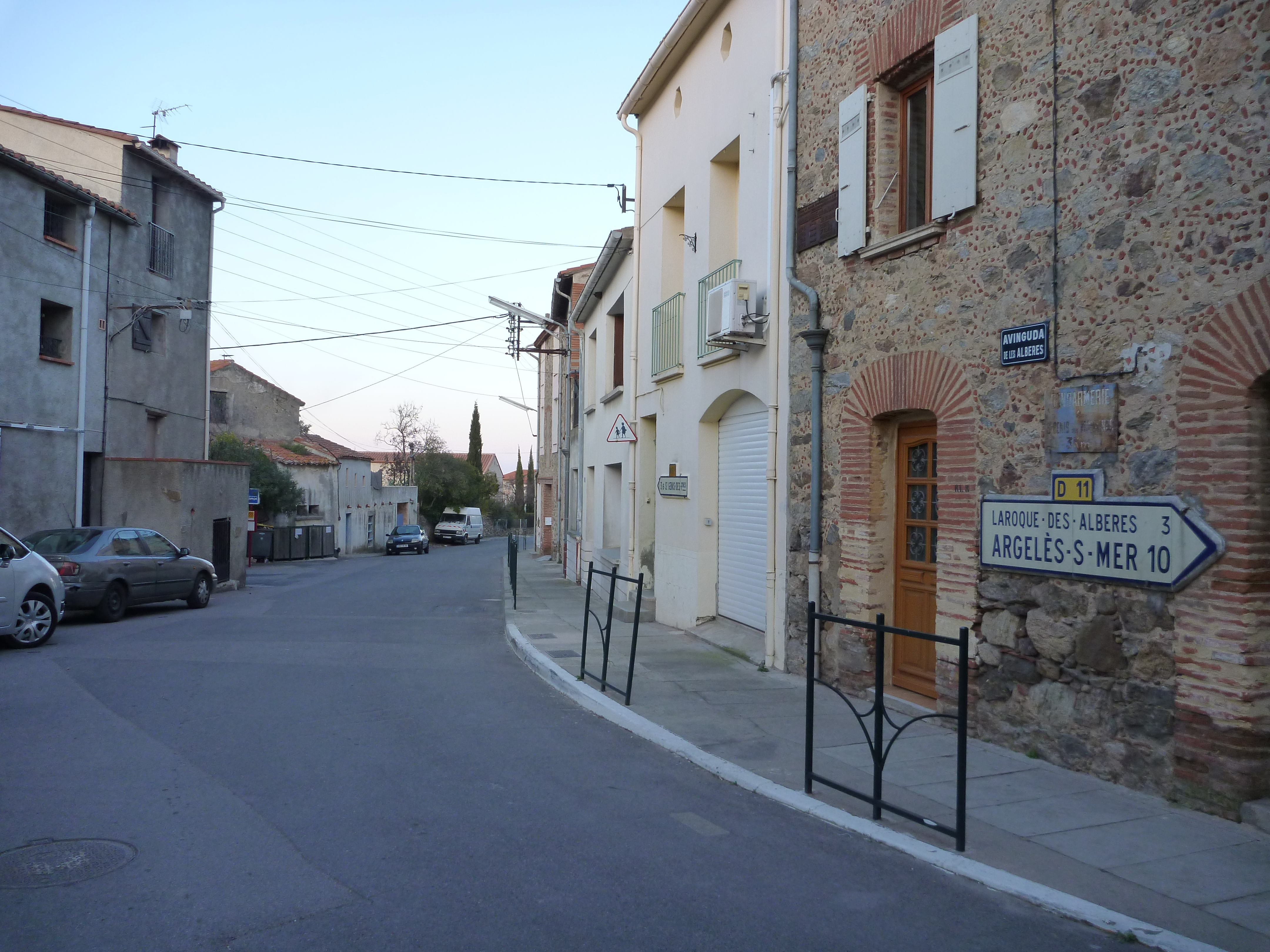
Centre de Vilallonga dels Monts

Situat estratègicament a la dreta de la Ribera de Vilallonga i al peu dels vessants septentrionals de la Serra de l'Albera, el poble primigeni de Vilallonga dels Monts era allargassat de llevant a ponent, cosa que justifica el seu nom. És un poble desenvolupat inicialment al voltant de l'església parroquial d'origen romànic de Sant Esteve formant una cellera de forma arrodonida, però que aviat es va allargassar d'est a oest, just al sud de la cellera, i va adoptar la forma que li donà el nom: la vila llarga.

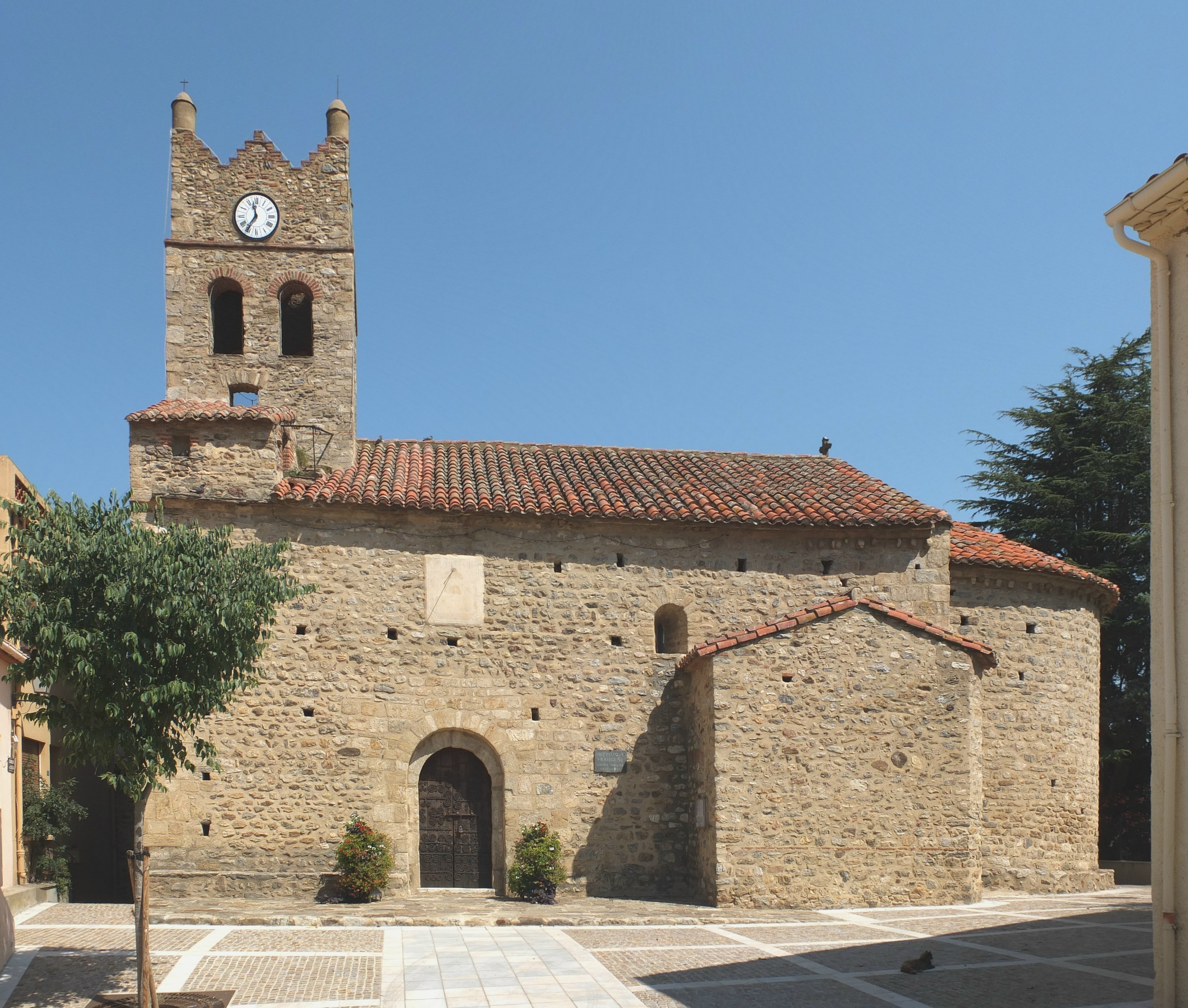
Sant Esteve de Vilallonga dels Monts

Els primers barris que van fer créixer el poble primigeni, com el de les Closes, o el Romeguer, estengueren el nucli urbà pel nord, principalment. El desenvolupament contemporani del poble ha estat a partir d'urbanitzacions com la de la Cerisale o els Masos Catalans.

### El Vilar, o el Vilar d'Albera

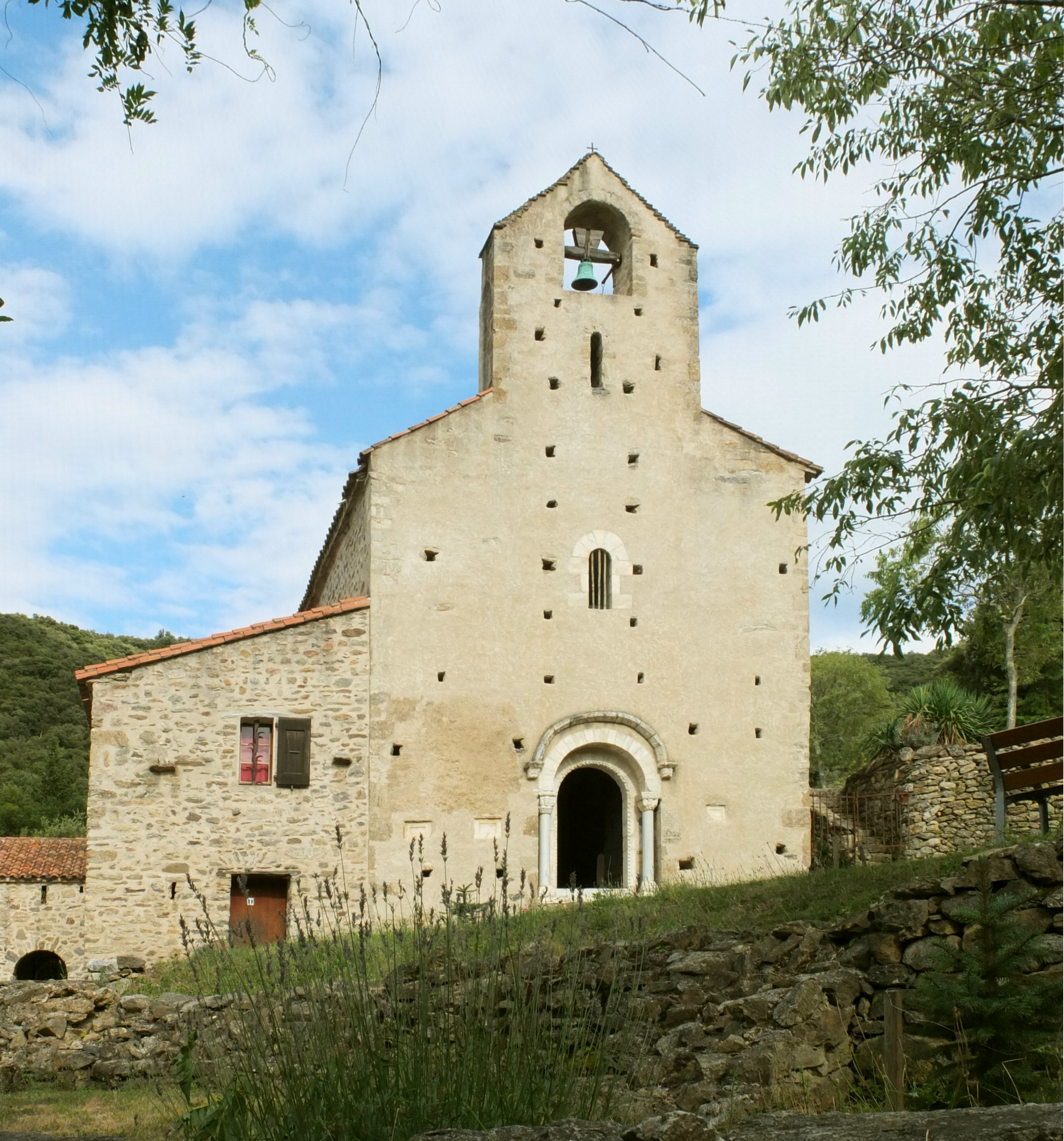
Santa Maria del Vilar

El Vilar d'Albera és un antic veïnat sorgit d'un antic priorat benedictí, el de Santa Maria del Vilar. Està situat a prop a migdia del poble de Vilallonga dels Monts.

### Els Masos d'Avall
Antic veïnat de masos dispersos a l'oest del nucli inicial de Vilallonga dels Monts, actualment està integrat en el nucli urbà modern del poble. Els masos que el formaven han desaparegut o s'han transformat en cases del nucli urbà.

### El Castell de la Granja
L'antic Castell de la Granja ha estat modernament reconvertit en un institut de batxillerat tècnic, el Lycée Alfred Sauvy. Està situat a la zona plana del terme, prop de les carreteres que hi discorren, al nord-oest del poble de Vilallonga dels Monts. Conté la capella de Sant Lluís de la Granja.

### Els masos del terme
Vilallonga dels Monts conserva uns quants dels seus masos, tot i que n'hi havia hagut més. Entre els conservats es troben la Bola, el Casot del Pastre, antigament Molí de la Granja, el Casot d'en Sanac, l'antic Castell de la Granja, avui dia convertit en el Lycée Alfred Sauvy, el Cortal d'en Gossanes, abans d'en Guisset, el Cortal d'en Portes modern, abans Cortal Durbau, el Cortal Llorba, el Mas Barretina, o Dupuy, abans Mas de l'Alzina, el Mas Carrès, abans d'en Laguerra, el Mas de l'Arpa, o de la Colomera, el Mas del Pou, el Mas d'en Badia, abans d'en Tubert, el Mas d'en Cossanes, abans d'en Guisset, el Mas d'en Jonca, o Mas Desmorets, el Mas d'en Meler, el Mas d'en Pepet, abans Mas d'en Guisset, el Mas d'en Portes actual, el Mas d'en Ribes, el Mas d'en Simon, el Mas d'en Vinyes, el Mas Tambor i la Paciència, o Mas de la Paciència. Entre els desapareguts hi ha el Cortal d'en Portes antic, el Mas d'en Daunis, el Mas d'en Portes antic i el Mas d'en Xart.

### Els cursos d'aigua
Tota la part central i meridional del terme (aproximadament quatre cinquenes parts) està formada per la vall de la Ribera de Vilallonga, que es forma a l'extrem sud, en el vessant nord-oest del Pic o Puig d'Orella, i rep, les afluències del Còrrec del Baladre, el Còrrec del Pou, o de la Font de Sant Cristau, el Còrrec de l'Hort del Forro, el Còrrec del Vilar (format per la unió del Còrrec de la Font Ferrera i del Còrrec del Roc del Grèvol), el Còrrec del Mas d'en Simon, a més de, poble avall, del Còrrec de la Falgor. Al cap de poc la Ribera de Vilallonga torç cap al nord-est i entra en el terme de Sant Genís de Fontanes.
A llevant d'aquest curs d'aigua es troben diversos còrrecs que deriven cap als terme veïns de la Roca de l'Albera (la Coma, la Coma del Vern i la Madrona, o Còrrec de la Madrona) i de Sant Genís de Fontanes (Còrrec del Campaler).
En el sector nord-oest del terme, a la part plana de la riba del Tec, es troba el Còrrec de les Anglades, amb el Còrrec de Terradelles, el Còrrec del Roc Cardenenc, ela Colomera i el Còrrec del Pont d'en Baldó, que durant la primera part del seu curs fan de termenal entre Vilallonga dels Monts i Montesquiu d'Albera, els anteriorment esmentats Rec de Palau i Rec de Brullà, o del Molí de Brullà, d'irrigació, l'antiga llera del Tec, el mateix traçat actual d'aquest riu, l'Estany de Vilallonga i, més al sud i a prop del poble, el Rec de les Alberes, d'irrigació. També hi ha diverses agulles (sense nom diferencial) d'irrigació,
Al nord del Tec, en la seva riba esquerra, es troben el Còrrec de la Ginesta i el de les Fumassotes, a més del Rec de Fontclara, que provenen del terme de Banyuls dels Aspres.
Diverses fonts es troben en el terme de Vilallonga dels Monts: la Font de la Canaleta, la del Mas del Pou, la dels Naücs i la d'en Gillot. Cal destacar que en alguns d'aquests cursos d'aigua hi ha passallisos per passar a gual el curs d'aigua.

### El relleu
Alguns dels topònims d'aquest terme denoten fenòmens de relleu geogràfic: Collada o coll del Grèvol, Coll de la Font, Coll del Baladre, Coll de Sant Joan; comes: la Coma, la Coma del Vern (també són noms de còrrecs); plans: el Pla, el Pla de la Granja; puigs o altres elevacions: Puig Cobell, Pic o Puig d'Orella, Puig Giner, Puig Petit de Sant Cristau, Puig Rodon, Puig Terrós; roques destacades: Roc Carderenc, Roc de l'Envista, Roc del Grèvol, o de la Collada del Grèvol, que fa de senyal termenal, Roc d'en Baldiri; serres i serrats; la Serra, el Serrat de la Mare de Déu.

### El terme comunal
Les partides o indrets específics no esmentats anteriorment i presents en el terme de Vilallonga dels Monts són els Baixos, la Balma del Fuster, les Bigues d'en Ferran (senyal termenal), el Camí de la Granja, el Camí de la Roca, el Camí del Vilar, el Camí de Montesquiu, el Camí de Perpinyà (els darrers, com a nom de la partida a l'entorn del camí pròpiament dit), el Camp del Vern, Cantaprim, la Castanyeda d'en Roc, el Cavall d'en Boix, les Closes, la Fajosa, el Figueral, els Horts, els Horts del Salitar, el Mas d'en Vinyes, Matamala, la Muntanya, la Paciència, Pedra Llampada, la Pedregosa, el Pou, el Prat d'en Vigo, Pixaporcs, el Reposador, el Romaguer, Terradelles, Vergells i el Vilar, o el Vilar d'Albera. Alguns noms són ja en desús, conservats només a la memòria dels més grans: la Balma d'en Cavall, el Bosc d'en Baldiri, el Bosc de Voreda, Cabanills, el Còrrec de la Madrona, els Horts del Bosquet, els Horts de Vilallonga, les Males,. Finalment, hi ha els senyals termenals del Piló, el Piló de Fontanilles, el Piló de la Ginesta, el Piló del Salitar, el Senyal del Coll de Sant Joan, el Senyal de Puig d'Orella.

## Transports i comunicacions

### Carreteres
Tres carreteres travessen el terme de Vilallonga dels Monts: la D - 11, la D - 61a i els traçats antic i modern de la D - 618, que es bifurquen en el terme de Vilallonga dels Monts.
La carretera D - 11 (D. 914, a Argelers de la Marenda - Montesquiu d'Albera) entra en el terme de Vilallonga dels Monts per l'est, procedent de la Roca de l'Albera, i en surt per l'oest, cap a Montesquiu d'Albera. Per aquesta carretera es va a Palau del Vidre (8,6 km), Sant Andreu de Sureda (6,1), Sureda (5,8), la Roca de l'Albera (3,2) i Montesquiu d'Albera (1,9).
La D - 61a (D - 618, a Vilallonga dels Monts - Vilallonga dels Monts) enllaça la població amb l'autovia de Ceret a Argelers de la Marenda, just en el lloc on aquesta carretera es parteix en dos traçats, l'antic i el modern. És una carretera curta, de poc menys de 2 quilòmetres que per l'extrem nord enllaça amb l'autovia, i pel sud, dins de la població de Vilallonga dels Monts enllaça amb la carretera D - 11.
La D - 618 (El Voló - Argelers de la Marenda), enllaça aquestes dues poblacions directament, sense passar pels nuclis de població, amb els quals enllaça. Tanmateix, just en el terme de Vilallonga dels Monts se separa del traçat modern, en forma d'autovia, la carretera antiga, que sí que passa pels nuclis de població o pel seu entorn immediat. Travessen aquestes dues carreteres l'extrem nord del terme de la Roca de l'Albera, entre Montesquiu d'Albera i Sant Genís de Fontanes.

### Transport col·lectiu públic
La línia 401 del servei departamental de Le bus à 1 €, d'Argelers de la Marenda a Ceret, passa per Vilallonga dels Monts procedent d'Argelers de la Marenda, Sant Andreu de Sureda, Sureda, la Roca de l'Albera i Sant Genís de Fontanes. Després continua cap a Montesquiu d'Albera, el Voló, Morellàs i Ceret. Ofereix tres serveis diaris en cada direcció de dilluns a dissabte (tot i que el segon d'aquests serveis només va d'Argelers a Montesquiu d'Albera). No circula els dies festius. Per aquesta línia, Vilallonga dels Monts és a 50 minuts d'Argelers, a 20 de Sant Andreu de Sureda, a 15 minuts de Sureda, a 10 de la Roca de l'Albera, a 5 de Sant Genís de Fontanes, a 10 de Montesquiu d'Albera, a 23 del Voló, a 32 de Morellàs i a 40 de Ceret.
També hi passa la línia 413 del mateix servei, de Perpinyà a Vilallonga dels Monts, sortint del cap i casal rossellonès passa per Elna, Palau del Vidre, Argelers de la Marenda, Sant Andreu de Sureda, Sureda, la Roca de l'Albera, Vilallonga dels Monts, i encara, un sol servei diari, a Sant Genís de Fontanes. Circula de dilluns a dissabte, però no els dies festius.

### Els camins del terme
Considerem d'una banda els camins que enllacen Vilallonga dels Monts amb els pobles dels entorns. Així, hi trobem el Camí de Banyuls dels Aspres, el de Brullà, el de la Roca, pel Vilar, el del Voló, ara anomenat Camí de les Trompetes, el Vell de Perpinyà, ara denominat Camí dels Cabanills, el de Perpinyà, que duu ara per nom Camí dels Esquirols, el Camí de Perpinyà, el Camí Vell de Ceret a Elna, o del Voló a Elna, el Camí o Ruta de la Roca, la Ruta del Voló, la Ruta o Camí de Montesquiu i la Travessa de Sant Genís.
D'altra banda, hi ha uns quants camins interns del terme de Vilallonga dels Monts: el Camí de la Falgor, el de la Muntanya, el del Coscobell, el del Mas de l'Arpa, el del Mas d'en Badia, el del Vilar, el de Matamala, o de la Granja, el de Puig Giner, el de Puig Terrós i el de Vergells.

## Activitats econòmiques
La principal activitat econòmica de Vilallonga dels Monts continua essent l'agrícola, però no s'ha de menystenir la turística, sobretot en forma de segones residències. El nombre d'explotacions agrícoles s'ha reduït a la meitat, respecte de l'any 1954, però encara en queda mig centenar, aproximadament. S'hi produeix vi, la major part dins de denominacions d'origen controlades, localitzades sobretot al raiguer i a la part baixa del terme. Hi ha una petita part del terme dedicada a arbres fruiters (presseguers, cirerers, albercoquers i pomeres, sobretot, i una petita part dedicada a les hortalisses (tomàquets, enciams, productes primerencs i mongetes).
Un càmping, les urbanitzacions de segona residència i la rehabilitació, també com a segons residències, d'alguns masos han fet créixer la dedicació turística del poble.

## Història

### Història medieval
Al segle x ja tenia un alou a Vilallonga dels Monts el monestir de Sant Genís de Fontanes, i al voltant de l'any 1000 n'hi adquirí un l'església d'Elna. Des del segle xi consta el senyoriu de Vilallonga, que era en mans de la família Sant Cristau, de la qual passà, per parentiu, a la de Montesquiu. Al segle xv dominaven aquest senyoriu dues famílies: la Pontós i la de l'Albera.

### Història moderna
Els Montesquiu, que el tingueren ja fins a la fi de l'Antic règim, recuperaren el senyoriu de Vilallonga a principis de l'època moderna.

## Demografia

### Demografia antiga
La població està expressada en nombre de focs (f) o d'habitants (h)
| 21 f | 62 f | 12 f | 10 f | 22 f | 20 f | 30 f | 93 f | 74 f | 78 f | 99 f | 358 h | 78 f | 90 f | 436 h |

Font: Pélissier 1986
Notes:
- 1358: per al Vilar;
- 1365: dels quals, 22 f per al Vilar;
- 1378: per al Vilar;
- 1424: per al Vilar;
- 1470: dels quals, 4 f per al Vilar;
- 1515: dels quals, 4 f per al Vilar;
- 1553: per al Vilar;
- 1709: dels quals, 8 f per al Vilar.

### Demografia contemporània
| Evolució de la població |      |      |      |      |      |      |      |      |
| 1793                    | 1800 | 1806 | 1821 | 1831 | 1836 | 1841 | 1846 | 1851 |
| 278                     | 261  | 389  | 463  | 487  | 475  | 461  | 496  | 521  |

| 1856 | 1861 | 1866 | 1872 | 1876 | 1881 | 1886 | 1891 | 1896 |
| ---- | ---- | ---- | ---- | ---- | ---- | ---- | ---- | ---- |
| 495  | 440  | 454  | 450  | 470  | 514  | 505  | 533  | 520  |

| 1901 | 1906 | 1911 | 1921 | 1926 | 1931 | 1936 | 1946 | 1954 |
| ---- | ---- | ---- | ---- | ---- | ---- | ---- | ---- | ---- |
| 524  | 512  | 506  | 508  | 508  | 506  | 503  | 456  | 528  |

| 1962 | 1968 | 1975 | 1982 | 1990 | 1999  | 2004  | 2008  | 2009  |
| ---- | ---- | ---- | ---- | ---- | ----- | ----- | ----- | ----- |
| 437  | 408  | 513  | 749  | 831  | 1.069 | 1.230 | 1.355 | 1.384 |

| 2013  |
| ----- |
| 1.545 |

Fonts: Ldh/EHESS/Cassini fins al 1999, després INSEE a partir deL 2004

### Evolució de la població

Població 1962-2008

## Administració i política

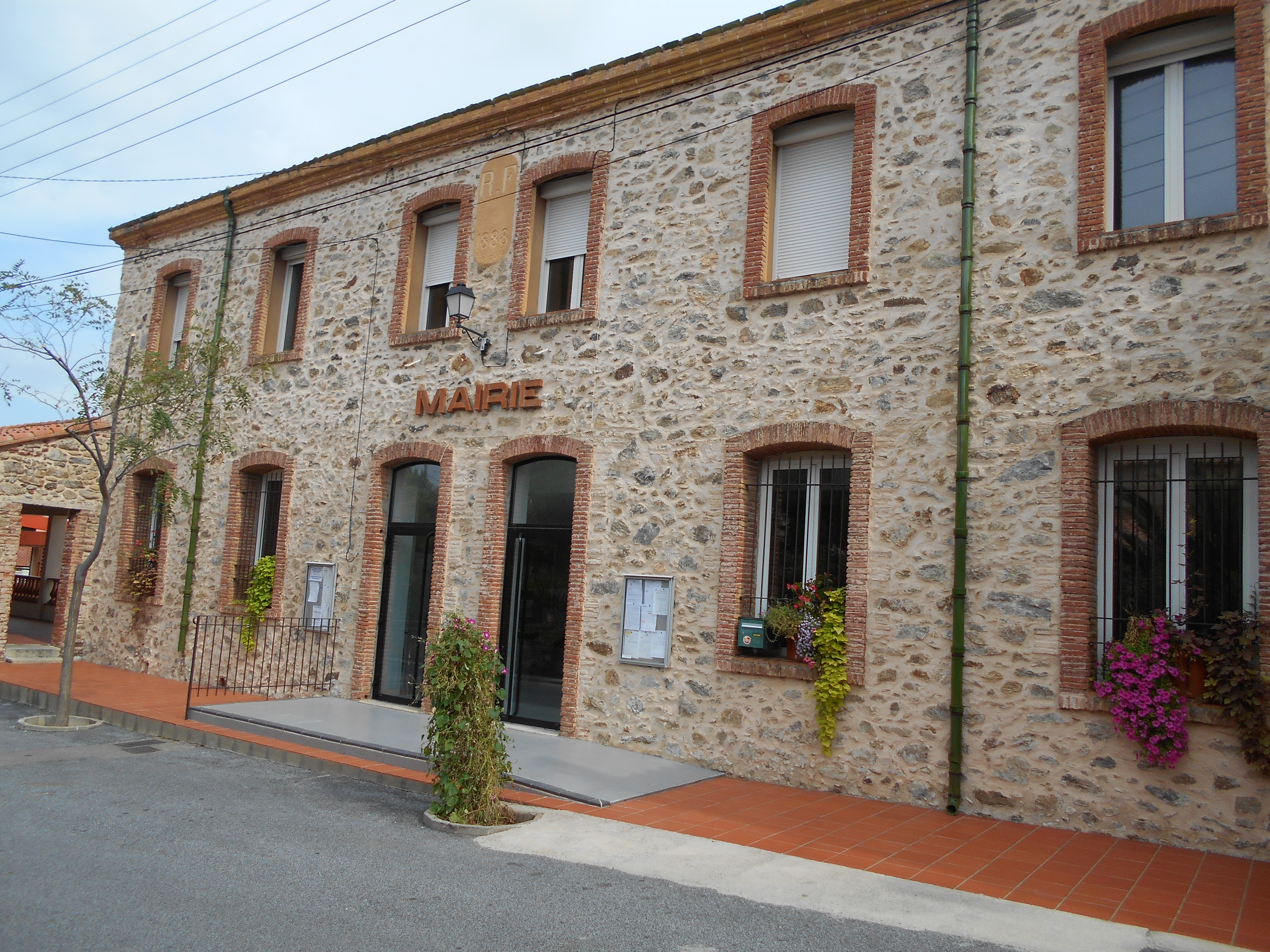
La Casa del Comú de Vilallonga dels Monts

### Batlles[10]
| Període                       | Nom                   | Opció política | Comentaris |
| ----------------------------- | --------------------- | -------------- | ---------- |
| 1792 - 1794                   | Raphaël Roque         |                |            |
| 1794 - 1797                   | Sauveur Vigo          |                |            |
| 1797 - 1800                   | Antoine Portes        |                |            |
| 1800 - 1813                   | Raphaël Roque         |                |            |
| 1813 - 1815                   | Joseph Guichet        |                |            |
| 1815 - 1821                   | Joseph Ribes          |                |            |
| 1821 - 1831                   | Joseph Guichet        |                |            |
| 1831 - 1835                   | Jean Guichet          |                |            |
| 1835 - 1842                   | Louis Galangau        |                |            |
| 1842 - 1846                   | Jean Guichet          |                |            |
| 1846 - 1848                   | Saturnin Blay         |                |            |
| 1848 - 1850                   | Jean Guichet          |                |            |
| 1850 - 1851                   | Pierre Badie          |                |            |
| 1851 - 1856                   | Saturnin Blay         |                |            |
| 1856 - 1870                   | François Durand       |                |            |
| 1870 - 1874                   | Jean-Baptiste Vigo    |                |            |
| 1874 - 1876                   | Paul Portes           |                |            |
| 1876 - 1884                   | Jean-Baptiste Vigo    |                |            |
| 1884 - 1888                   | Jean Claret Guichet   |                |            |
| 1888 - 1894                   | Jean Cavaillé-Giralt  |                |            |
| 1894 - 1896                   | Pierre Cavaillé-Paris |                |            |
| 1896 - 1900                   | Barthélemy Cavaillé   |                |            |
| 1900 - 1907                   | Louis Galangau-Jourda |                |            |
| 1907 - 1914                   | Jean Boulet           |                |            |
| 1914 - 1915                   | Paul Portes           |                |            |
| 1915 - 1919                   | Jean Cavaillé         |                |            |
| 1919 - 1929                   | Jean Boulet           |                |            |
| 1929 - 1945                   | Antonin Monné         |                |            |
| 1945 - 1953                   | Julien Galangau       |                |            |
| 1953 - Març del 1989          | Robert Gazan          |                |            |
| Març del 1989 - Març del 2001 | François Oms          |                |            |
| Març del 2001 - Moment actual | Christian Nifosi      |                |            |

### Legislatura 2014 - 2020

#### Batlle
- Christian Nifosi.

#### Adjunts al batlle[12]
- 1r: Denis Barre. Conseller delegat de Finances, Comptabilitat i Administració de la comuna
- 2n: Dany Carbou. Conseller delegat d'Afers escolars i Joventut
- 3a: Sylvie Vila. Consellera delegada d'Acció social i Relacions amb la vida associativa.

#### Consellers municipals
- J - Raymond Vazquez
- Anne - Lyse Clement
- J - Marc Servat
- Raymonde Carrère
- Jacques Cabanat
- Romain Mandine
- Laurence Barde
- Éric Bes
- Julie Vazquez
- Jean - Vicent Peris.

### Adscripció cantonal

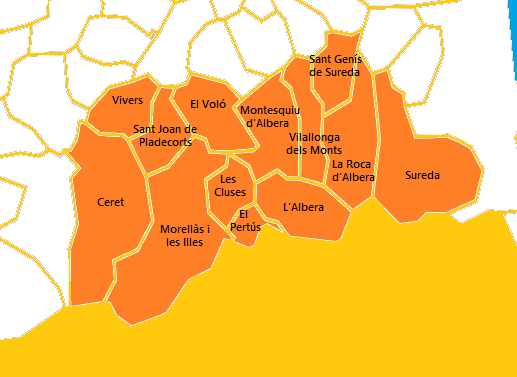
Mapa del Cantó de Vallespir - Albera

A les eleccions cantonals del 2015 Vilallonga dels Monts ha estat inclòs en el cantó denominat Vallespir - Albera, amb capitalitat a la vila de Ceret, amb la vila del Voló i amb els pobles de l'Albera, les Cluses, Montesquiu d'Albera, Morellàs i les Illes, el Portús, la Roca d'Albera, Sant Genís de Fontanes, Sant Joan de Pladecorts, Sureda, Vilallonga dels Monts i Vivers. Hi han estat escollits com a consellers departamentals Martine Rolland, del Partit Socialista, vicepresident del Consell departamental, i Robert Garrabé, també del Partit Socialista, batlle de Sant Joan de Pladecorts i vicepresident del Consell departamental.

### Serveis comunals mancomunats
Vilallonga dels Monts forma part de la Comunitat de comunes de les Alberes, Costa Vermella i d'Illiberis, amb capitalitat a Argelers, juntament amb Argelers, Bages de Rosselló, Banyuls de la Marenda, Cervera de la Marenda, Cotlliure, Elna, Montesquiu d'Albera, Ortafà, Palau del Vidre, Portvendres, la Roca d'Albera, Sant Andreu de Sureda, Sant Genís de Fontanes, Sureda i Vilallonga dels Monts.

## Ensenyament i cultura

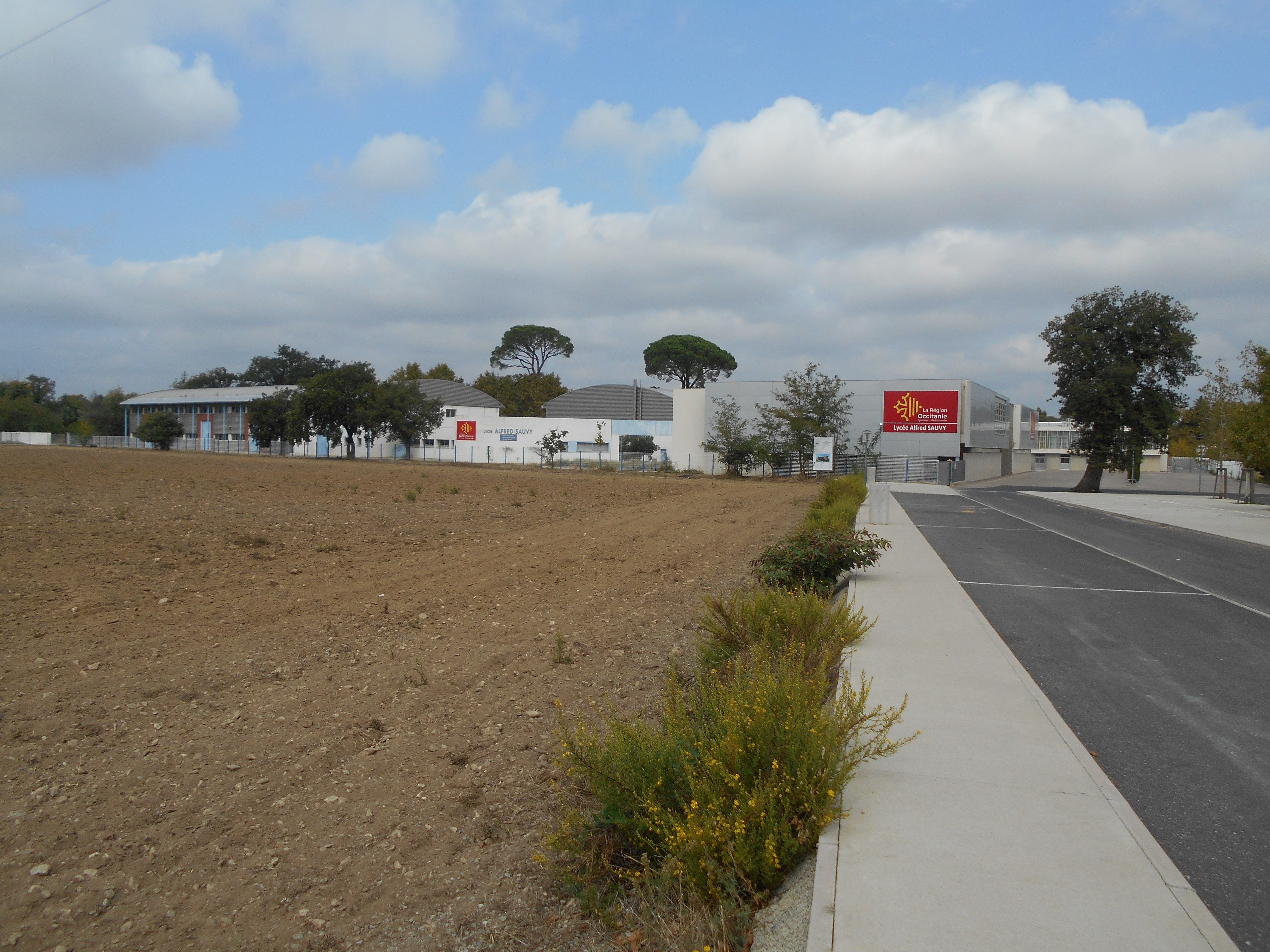
El Liceu Alfred Sauvy

Vilallonga dels Monts disposa d'escola maternal, amb menjador escolar, i d'escola d'estudis primaris. A part, en el terme del poble es troba l'institut de batxillerat tècnic Lycée Alfred Sauvy. Hi ha Mediateca municipal que obre tres dies la setmana (dimarts, dimecres i divendres).